# Sigfrido Burmann
Siegfried Burmann, conocido en España como Sigfrido Burmann (Hannover, Imperio alemán, 11 de noviembre de 1891 - Madrid, 22 de julio de 1980), fue un escenógrafo, decorador y director artístico de cine y teatro alemán, afincado en España desde 1910.
Casado con una española, tuvo cuatro hijos, dos de ellos también dedicados al cine y el teatro: el director de fotografía Hans Burmann y el director artístico Wolfgang Burmann.

## Trayectoria
Se instaló en España en 1910 y estudió Bellas Artes en la Academia de San Fernando. Colaboró como pintor y decorador con Jacinto Benavente y Federico García Lorca en sus montajes teatrales, y fue el escenógrafo de la compañía de Margarita Xirgu. Su trabajo en el cine se inició con unos bocetos para El barbero de Sevilla en 1938. Trabajó en más de un centenar de películas, la mayor parte de ellas españolas.  

### Trayectoria en el cine
- Carmen la de Triana (1938).
- El barbero de Sevilla (1938).
- Raza (1941).
- La vida en un hilo (1945).
- Noventa minutos (1949).
- Agustina de Aragón (1950).
- El último caballo (1950).
- Pequeñeces (1950).
- Alba de América (1951).
- Cañas y barro (1954).
- El último cuplé (1957).
- Los amantes del desierto (1957).
- Las de Caín (1959).

### Trayectoria teatro (parcial)
- Don Juan de España (1921), de Gregorio Martínez Sierra.
- Fermín Galán (1931), de Rafael Alberti.
- Yerma (1934), de Federico García Lorca.
- Otra vez el diablo (1935), de Alejandro Casona.
- El villano en su rincón (1935), de Lope de Vega.
- Cuatro corazones con freno y marcha atrás (1936), de Enrique Jardiel Poncela.
- El hombre que murió en la guerra (1941), de los Hermanos Machado.
- El sueño de una noche de verano (1944), de William Shakespeare.[2]
- Arsénico y encaje antiguo (1945), de Joseph Kesselring.
- La cárcel infinita (1945), de Joaquín Calvo Sotelo,[3]
- Ricardo III (1946), de William Shakespeare.[4]
- La conjuración de Fiesco (1946), de Friedrich Schiller.
- La estrella de Egipto (1947), de Adrián Ortega.
- Luz de gas (1948), de Patrick Hamilton.
- La alondra (1954), de Jean Anouilh.
- La cena del rey Baltasar (1954), de Pedro Calderón de la Barca.[5]
- El diario de Ana Frank (1957), de Frances Goodrich y Albert Hackett.
- El milagro de Anna Sullivan (1961) de William Gibson.
- Cerca de las estrellas (1961) de Ricardo López Aranda
- Cita en Senlis (1963), de Jean Anouilh.
- Bonaparte quiere vivir tranquilo (1964), de Giovacchino Forzano.
- Solo Dios puede juzgarme (1969), de Emilio Romero.
- Los delfines (1969), de Jaime Salom.
- El círculo de tiza caucasiano (1971), de Bertolt Brecht.
- Adiós, señorita Ruth (1973), de Emlyn Williams.

## Fondo Sigfrido Burmann
En 2020 el Fondo Sigfrido Burmann, compuesto por documentación recibida y producida por el escenógrafo, fue ingresado en el Centro de Documentación de las Artes Escénicas y de la Música (CDAEM) por parte de la representante de sus herederos, Conchita Burmann.

## Premios
Medallas del Círculo de Escritores Cinematográficos
| Año  | Categoría         | Película               | Resultado |
| ---- | ----------------- | ---------------------- | --------- |
| 1960 | Mejores decorados | El príncipe encadenado | Ganador   |